# Gamaliele
Gamaliele, Gamali'èl ha-Zaqèn (fl. I secolo), è stato un rabbino ebreo antico del I secolo.
Si hanno ben poche notizie sulla sua vita. Si sa che apparteneva alla corrente dei Farisei (da rilevare che, secondo alcuni, per "farisei" s'intendono gli occupanti il Tempio di Gerusalemme), ma era molto stimato anche dalle altre correnti religiose per la sua saggezza e condotta di vita. Un giudeo prima del 200 disse di lui: "Quando morì Rabbàn Gamali'èl ha-Zaqèn scomparve l'onore della Torah e sparirono la purezza e il distacco (dalla materialità)".

## Cristianesimo

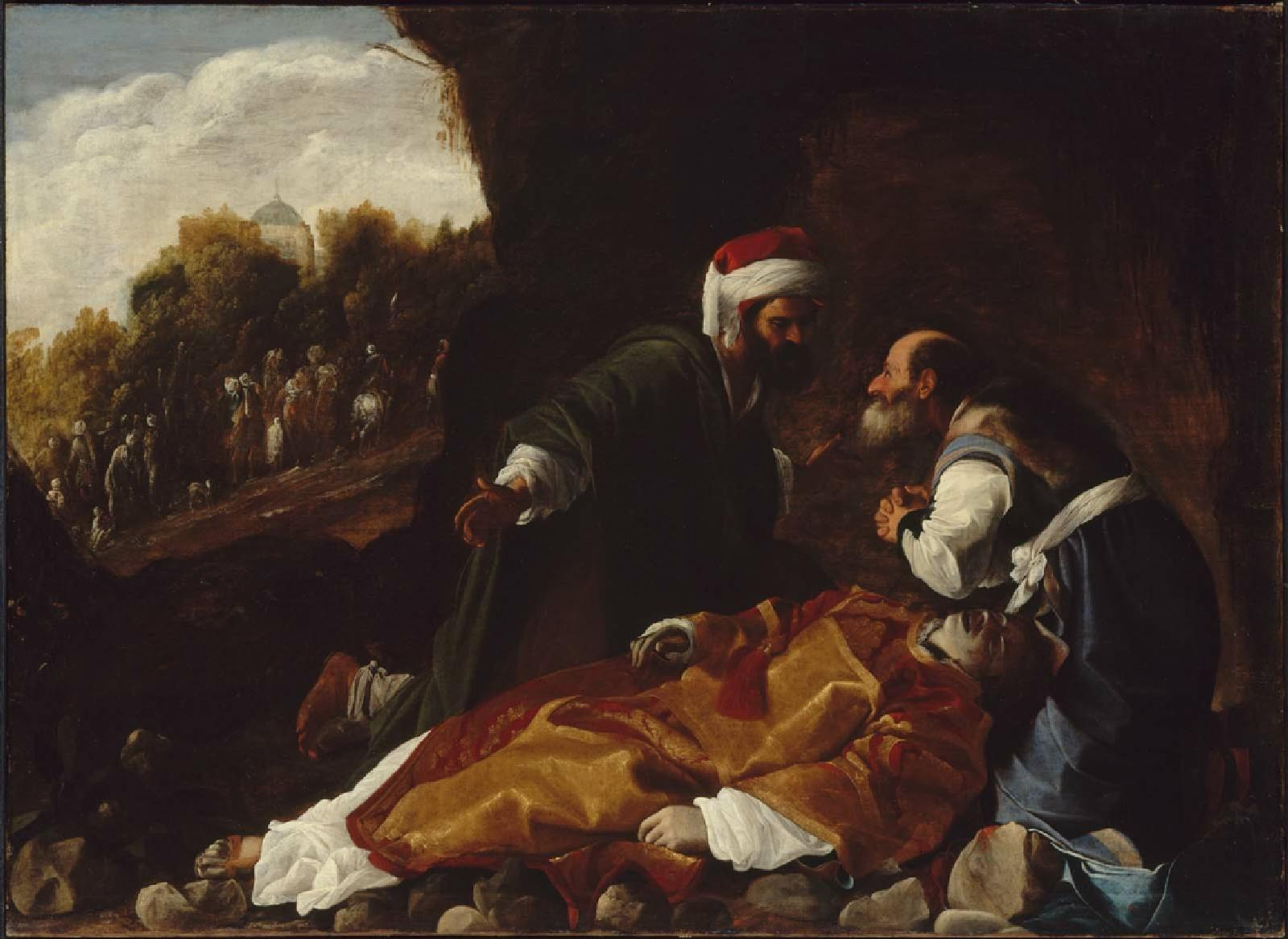
Gamaliele e Nicodemo piangono il corpo di santo Stefano, dipinto di Carlo Saraceni, 1615 circa, Boston, Museum of Fine Arts.

È citato due volte nel libro degli Atti degli Apostoli. Nel primo episodio, mentre il Sinedrio processa gli apostoli a causa della loro predicazione in nome di Gesù, Gamaliele interviene in loro favore, citando anche l'esempio del ribelle Teuda, e ne ottiene la liberazione. Non appare dal racconto che Gamaliele appoggiasse la loro dottrina; piuttosto egli credette che non costituissero un pericolo e che fosse meglio lasciarli liberi di predicare la loro fede:
La seconda citazione è indiretta: Paolo di Tarso, minacciato di morte da un tumulto popolare ispirato dai capi giudei, parla in propria difesa e inizia ricordando di essere cresciuto a Gerusalemme e di essere stato allievo della scuola di Gamaliele (Atti 22, 3).